# Palliardi (rodina)

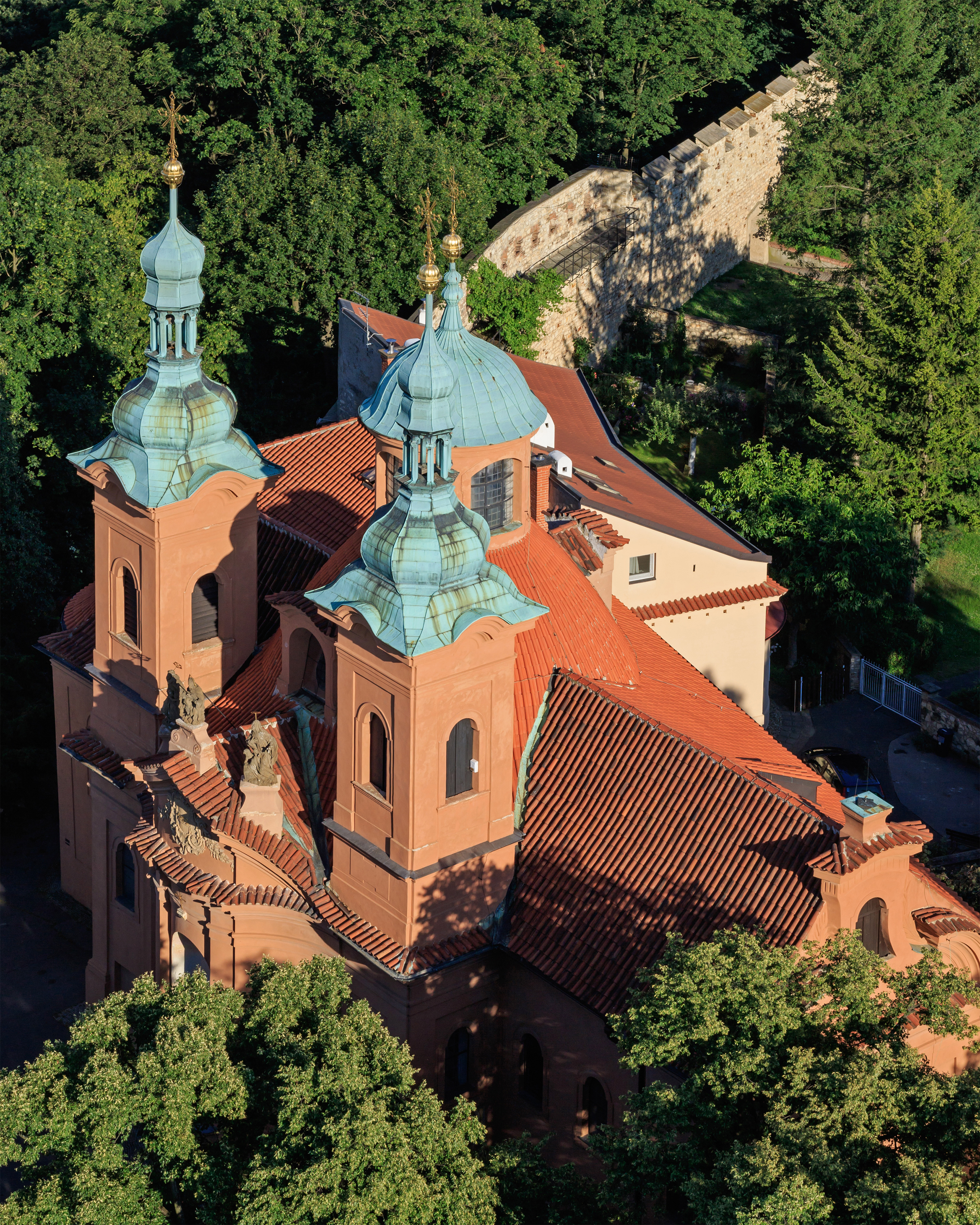
Sv. Vavřinec na Petříně v úpravě M. I. Palliardiho

Palliardi byla rodina italských, v Čechách naturalizovaných architektů, stavitelů a sochařů doby baroka, klasicismu a historismu. Působili v 18.–19. století v českých zemích, zejména v Praze, kde bydleli. Stavěli a zdobili jak kostely, tak zámky, paláce a měšťanské domy. Několik křestních jmen se v rodině dědilo, a proto bývá přisouzení autorství některých děl někdy nejisté.
Po několika generacích stavitelů se v dalších generacích vyskytlo několik osobností významných i v jiných oborech.

## Známí členové
První generace:
- Jan Petr Palliardi (1645–1732, Praha), sochař a štukatér (např. reliéfy na vstupní fasádě jízdárny Pražského hradu).

Druhá generace:
- Karel Antonín Palliardi (1699–1756), syn Jana Petra, štukatér (např. výzdoba průčelí strahovské baziliky Nanebevzetí Panny Marie).[2]
- Michal Ignác Palliardi (1702–1751), syn Jana Petra, stavitel a štukatér, podílel se např. na štukové výzdobě kostela sv. Karla Boromejského (dnešní chrám sv. Cyrila a Metoděje) nebo na přestavbě kostela sv. Vavřince na Petříně.

Třetí generace:
- Antonín Fidelis Palliardi (1732–1757), syn Michala Ignáce, stavitel (již zaniklou kapli Panny Marie Pomocné v Šancích u Písecké brány nedokončil).
- Ignác Jan Nepomuk Palliardi (1737–1821), syn Michala Ignáce, architekt a stavitel. Upravil např. klasicistní fasády knihovny Strahovského kláštera, Kolovratský, Lobkovický, Ledeburský a Swéerts-Sporkův palác a řadu dalších domů, zejména na Malé Straně (např. dům U Červeného jelena); pro svou rodinu postavil na Smíchově usedlost Paliárku.
- Jan Nepomuk Jiří Palliardi (1744–1810), syn Michala Ignáce, stavitel.

Čtvrtá generace:
- Ignác Alois Palliardi (1765–1806), syn Ignáce Jana, dvorní stavitel, vedl klasicistní přestavbu kostela sv. Ducha na Starém Městě, radnice ve Velvarech,[3][4] Místodržitelského letohrádku (1805), podílel se na přestavbě sněmovního Thunovského paláce.

Pátá generace:
- Josef Václav Palliardi (1798–1870), syn Ignáce Aloise, dvorní stavitel.[5]
- Anton Alois Palliardi (1799–1873), syn Ignáce Aloise, lázeňský lékař ve Františkových Lázních, kde je po něm pojmenován Palliardiho pramen[6], amatérský ornitolog.[7]

Šestá generace:
- Karel Ignác Palliardi (1825–1896), syn Karla Josefa (1793–1871) a vnuk Ignáce Aloise, strýc Jaroslava,[8] c. k. rada zemského soudu, pražský měšťan a majitel domu U Červeného jelena na Malostranském náměstí č.p. 265/6, který odkázal městu Praha („Nadační dům manželů Karla a Karoliny Palliardi“, na seznamu kulturních památkek)[9]

Sedmá generace:
- Jaroslav Palliardi (1861–1922), syn Ignáce Aloise Augustina (1833–1899) a vnuk Josefa Václava,[10] moravský archeolog. Po Jaroslavu Paliardim je pojmenovaná chráněná památka Palliardiho Hradiště.[11]

Někteří z rodiny, pravděpodobně i stavitelé Ignác Jan Palliardi a jeho syn Ignác Alois, jsou pochováni v Praze na Malostranském hřbitově, místa ale nejsou přesně známa. Dochoval se tu pouze jeden hrob (vedle hrobky premonstrátů strahovského kláštera) – jednoduchá deska s vytesaným nápisem "Familie Gruft Palliardi" (Rodinná hrobka Palliardi). Hrob Karla Ignáce a jeho nejbližších je na Šáreckém hřbitově v Praze-Dejvicích.

## Galerie

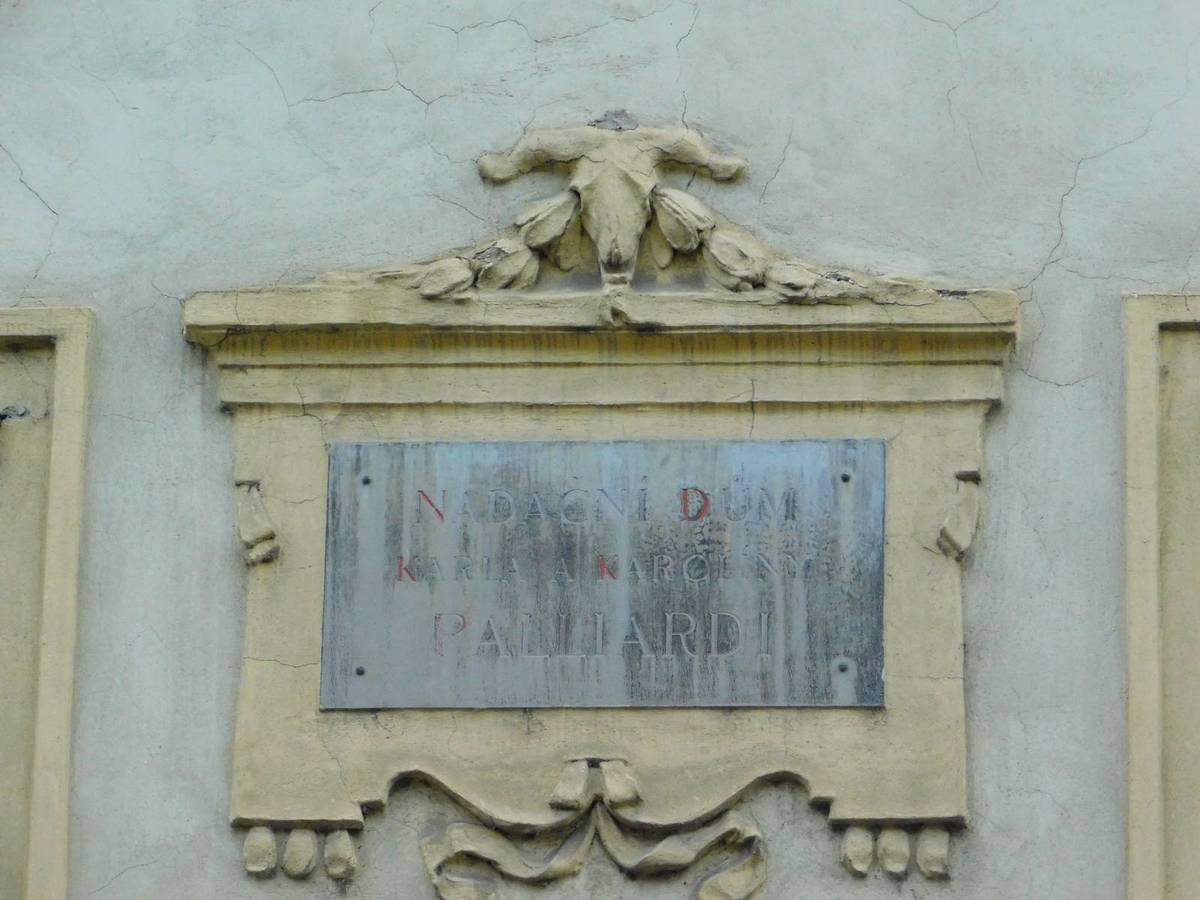
Pamětní deska Nadačního fondu Karolíny a Karla Palliardi, ul. Tržiště 265/6 na Malé Straně
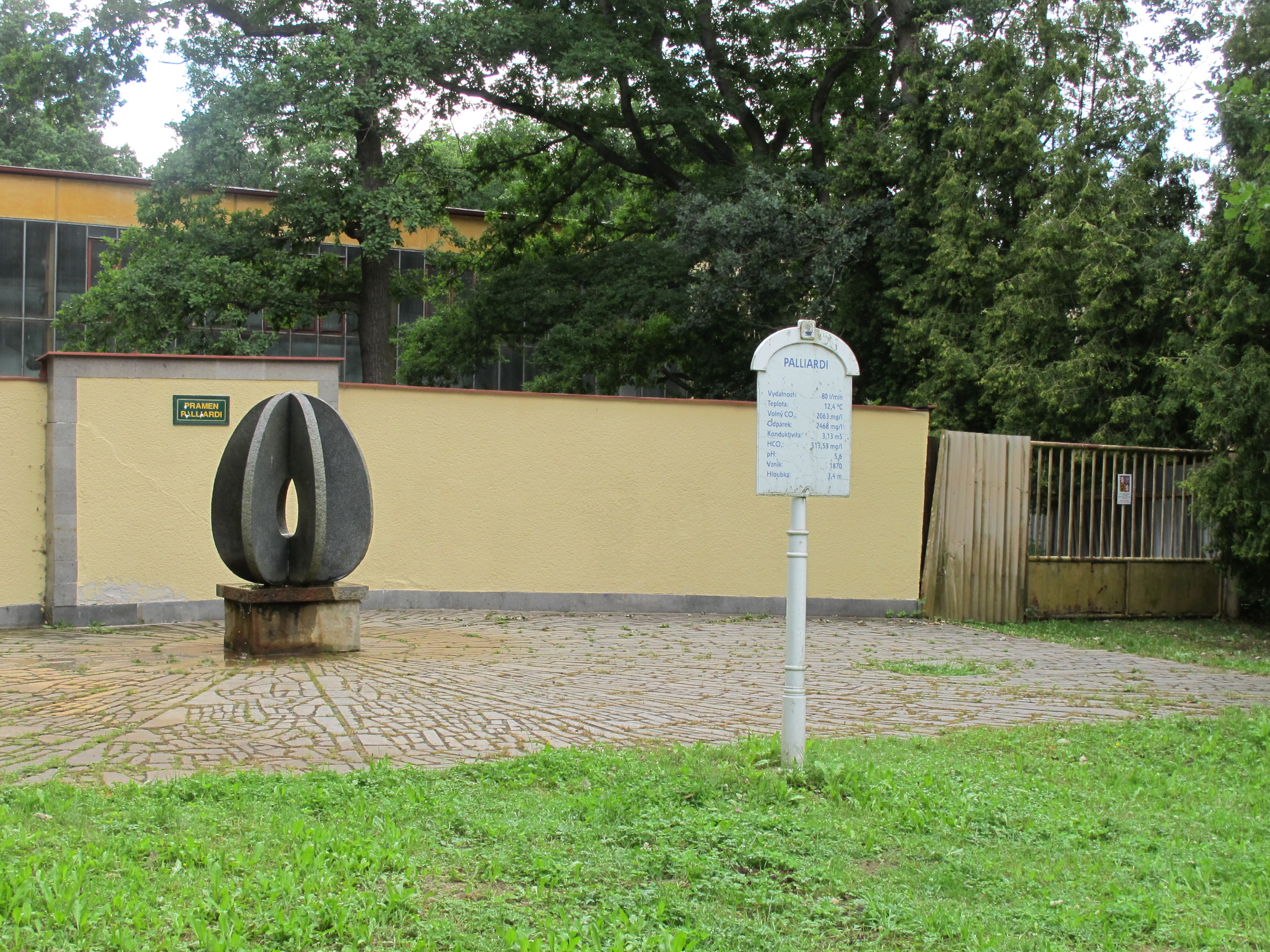
Pramen Palliardi ve Františkových lázních pojmenovaný po lékaři Antonu Aloisi Palliardim
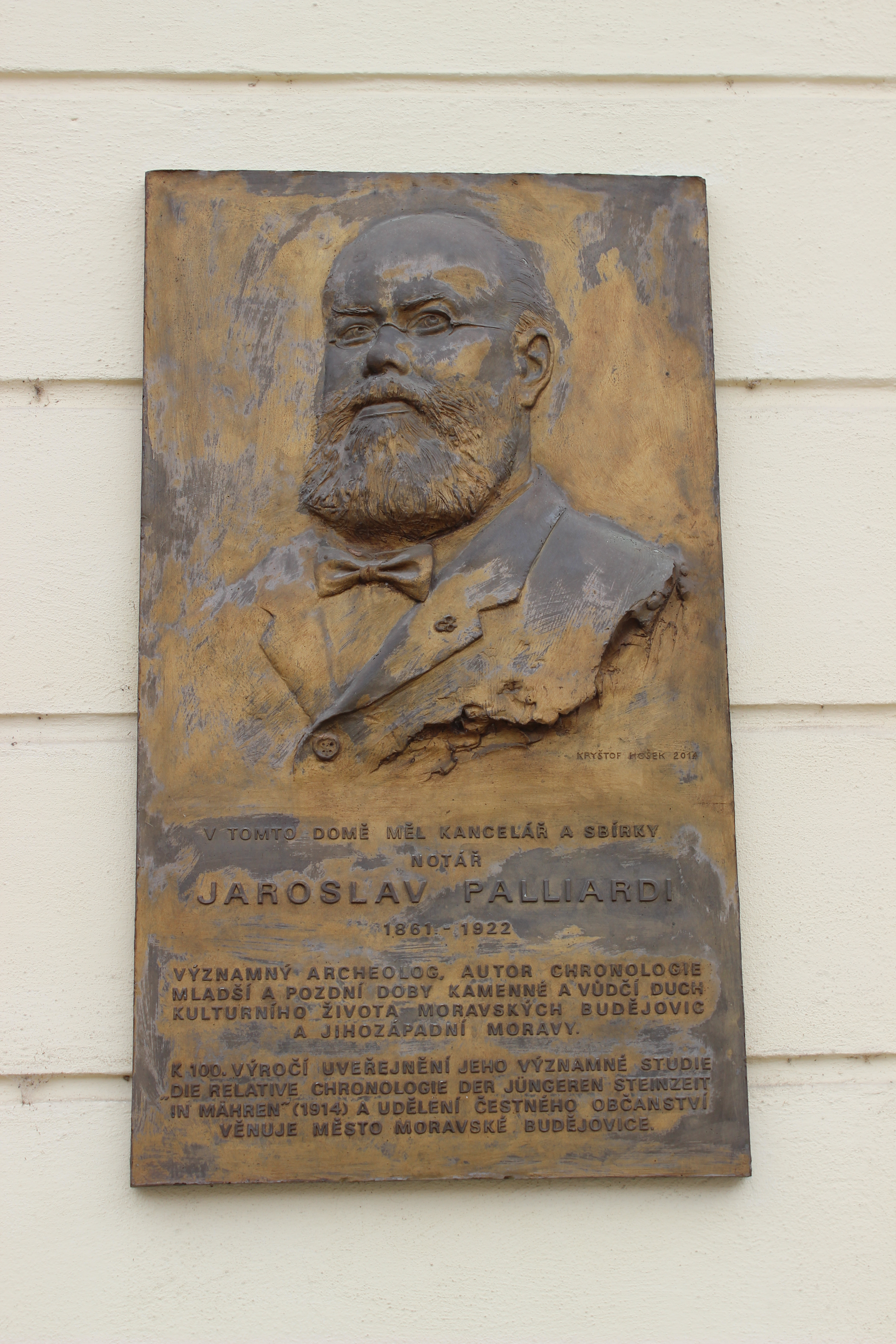
Pamětní deska Jaroslava Palliardiho na náměstí Míru čp. 10 v Moravských Budějovicích
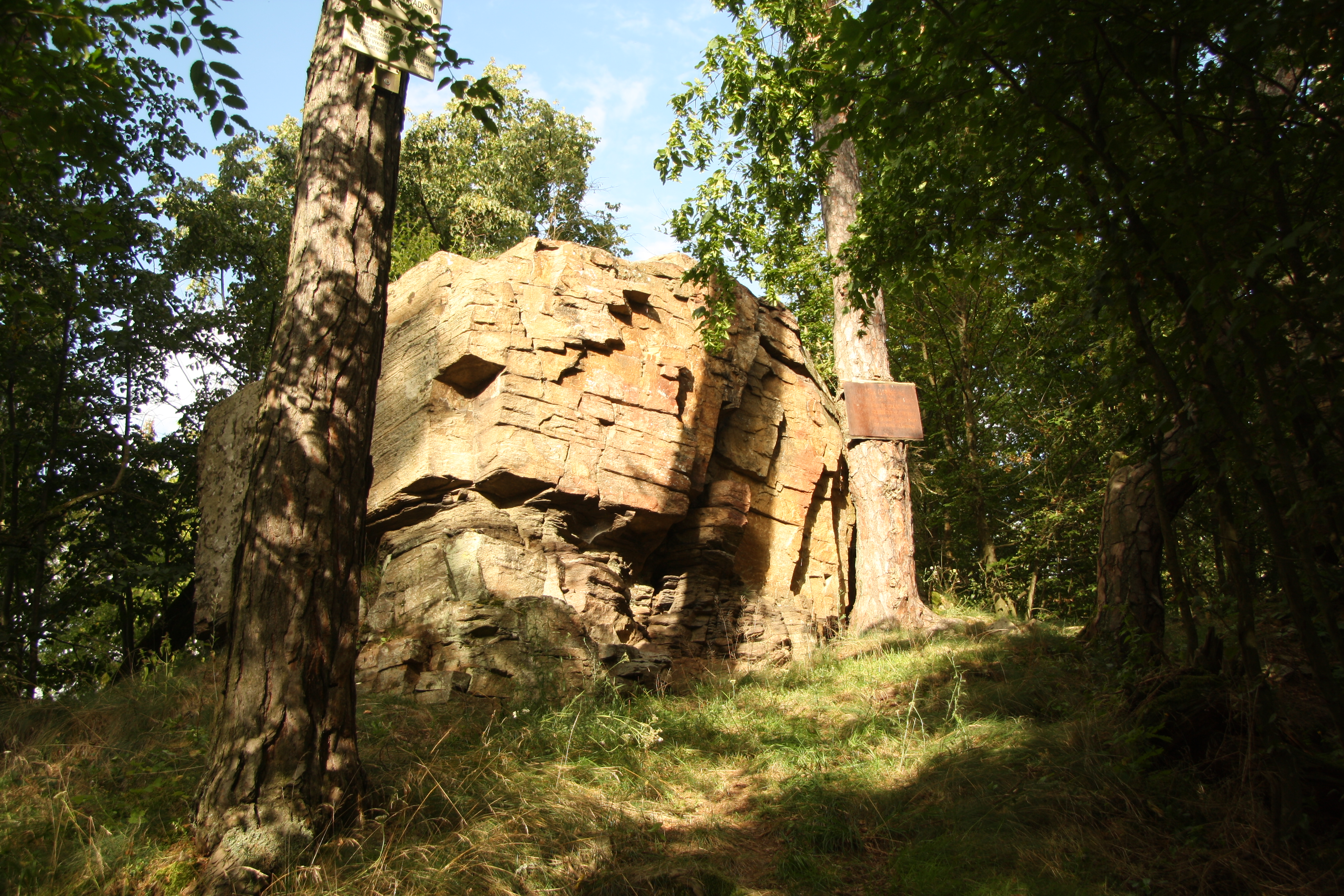
Palliardiho hradiště pojmenované po archeologovi Jaroslavu Palliardim
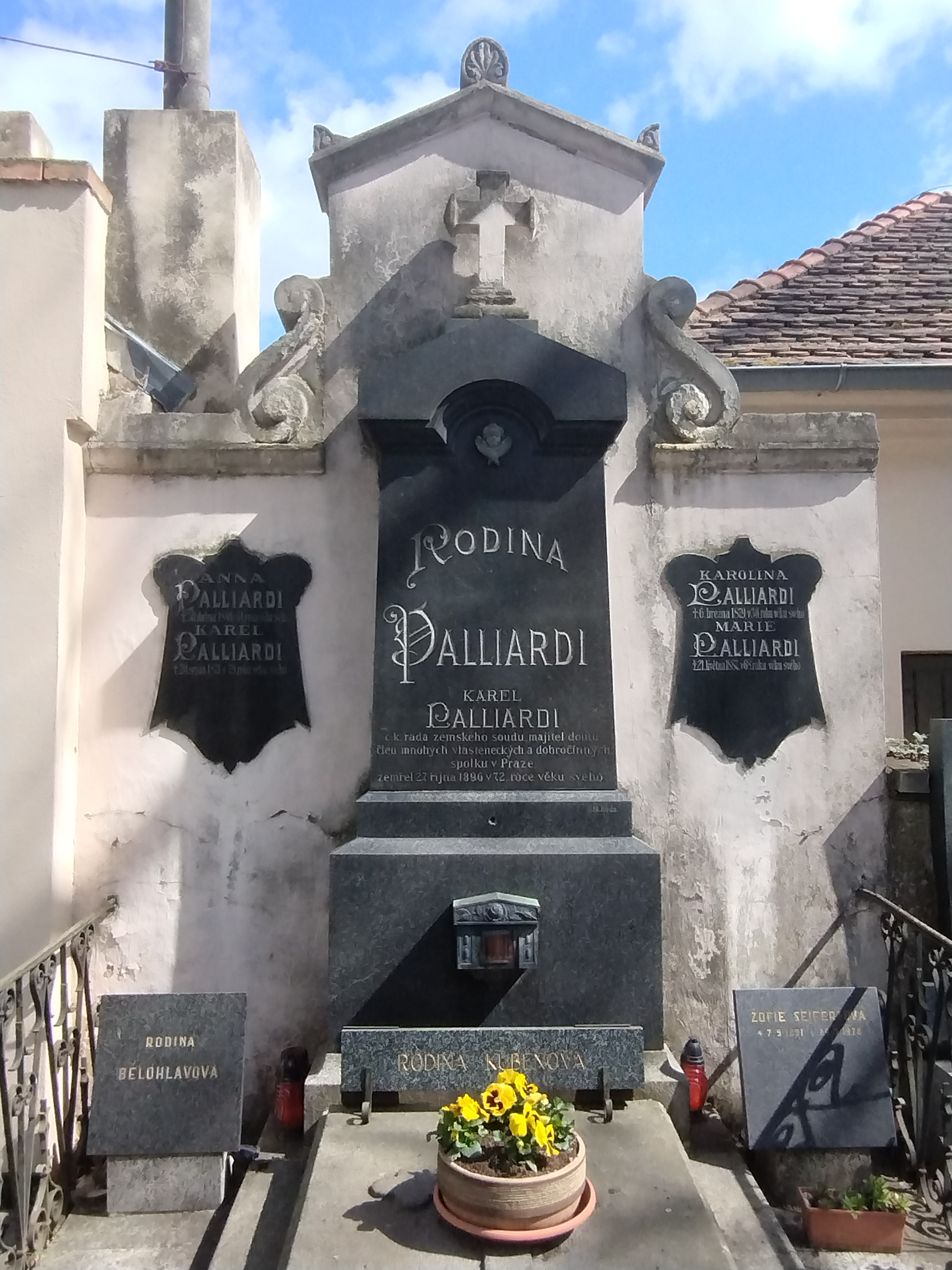
Hrob rodiny Palliardi na hřbitově Šárka, Praha 6 - Dejvice
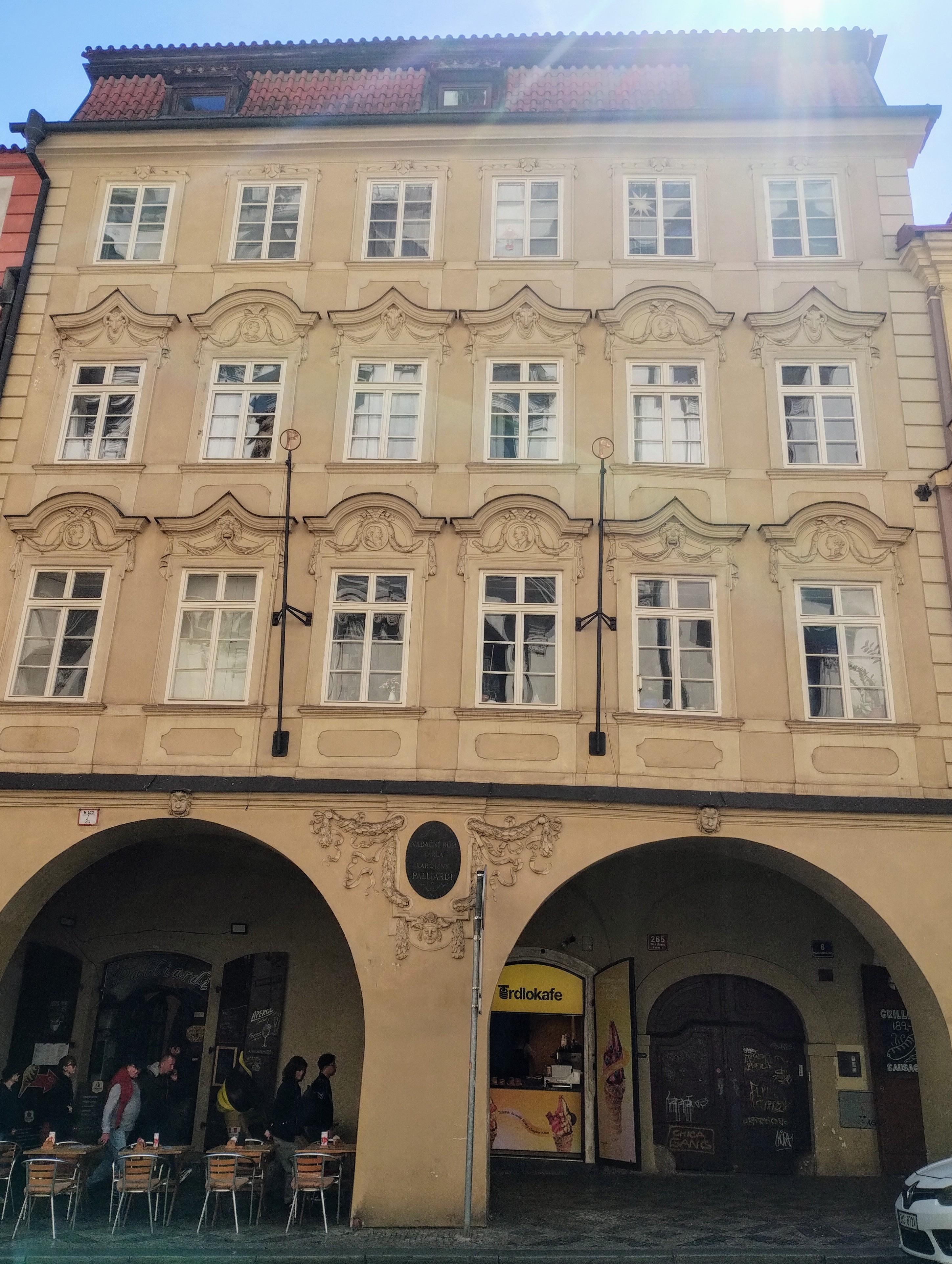
Dům U Červeného jelena na Malostranském náměstí (2025)
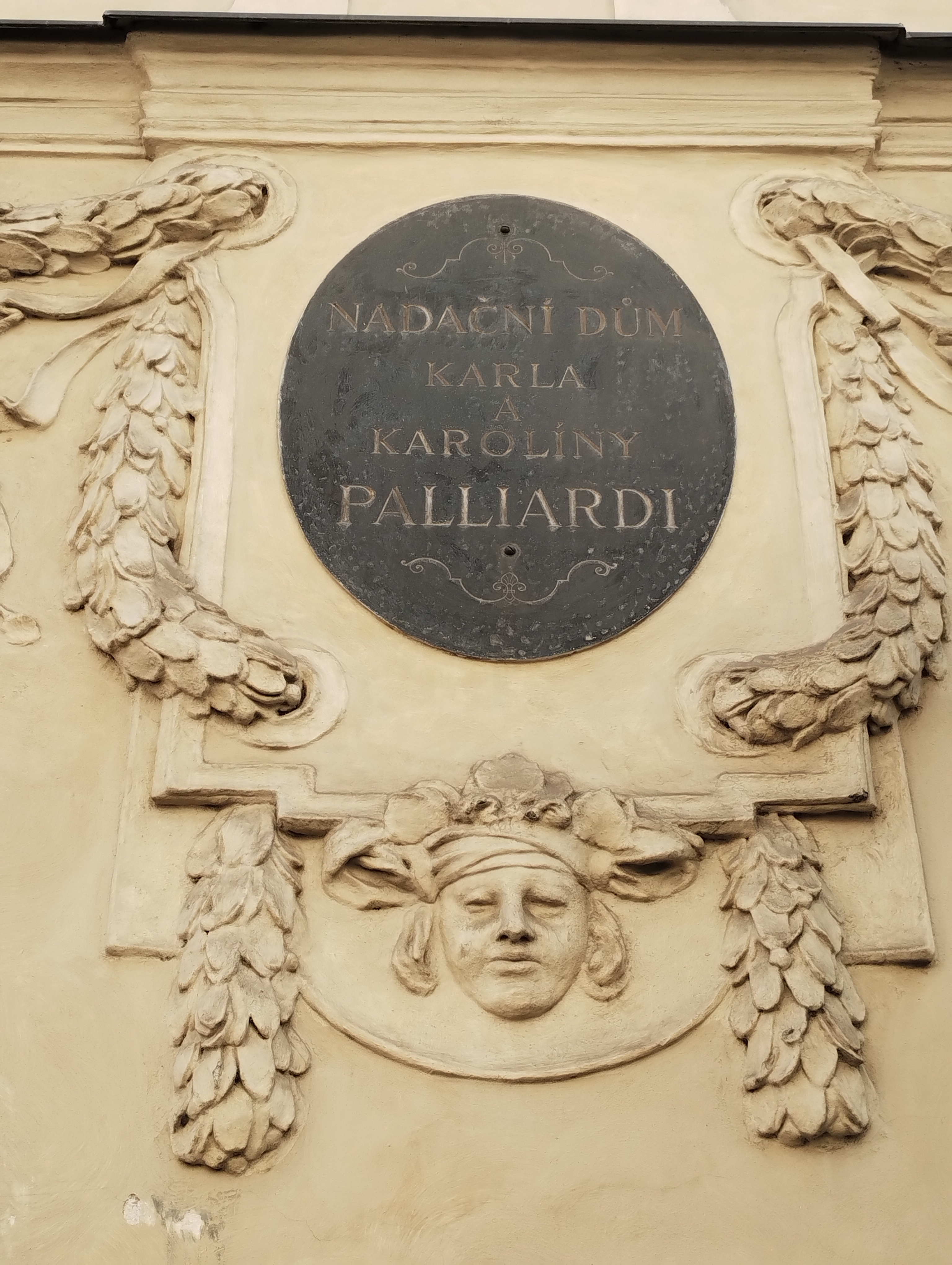
Detail desky s nápisem "Nadační dům Karla a Karoliny Palliardi" na domě U Červeného jelena (2008)